# Emile Jéquier
Emile Jéquier (Santiago, enero de 1866-Asiers, Sena, Francia; 1949) fue un arquitecto chileno, y profesor de la Pontificia Universidad Católica.

## Primeros años de vida
Nació en Santiago de Chile, donde su padre, un ingeniero de la Escuela Central de París, trabajaba para los ferrocarriles.
En 1870 viajó junto con su familia a Francia, debido a que su padre podría nacionalidad francesa. Ahí se radicó y estudió en la Escuela Especial de Arquitectura de Émile Trélat, obteniendo el diploma de arquitecto. Luego continuó sus estudios en la Escuela de Bellas Artes de París, en la cual trabajó durante tres años en el taller de Paul Blondel, ampliando sus conocimientos. Se dio a conocer en el estudio del arquitecto Prosper Bobin y en la Exposición Universal de París de 1889.

## Vuelta a Chile y trabajos
Regresó a Chile en 1902, abrió su propia oficina junto a su primo el arquitecto y fotógrafo Julio Bertrand y ganó el concurso organizado por el Ministerio de Industria y Obras Públicas para construir el nuevo edificio para el Museo y Escuela de Bellas Artes.
Desde 1910 hasta 1927 fue miembro del Consejo de Bellas Artes, entidad que colaboraba con la administración del citado museo nacional.

## Estrategia visual
Emile Jéquier ha sido citado dentro de la historia del arte chileno por su aporte en la construcción de edificios públicos importantes, destacando el Museo Nacional de Bellas Artes en Santiago.
Los trabajos de construcción del museo se iniciaron en 1905. Para el edificio tomó como referencia el recorrido interno y la fachada principal del museo Petit Palais de París, de estilo neoclásico, fuertemente reforzado con detalles propios del estilo art nouveau y estructuras de metal de la entonces difundida arquitectura metálica del siglo XIX. Ubicado en el parque Forestal, fue inaugurado el 21 de septiembre de 1910.
Otras obras importantes realizadas por Jéquier bajo los parámetros del estilo neoclásico, fueron el Ministerio de Industria y Obras Públicas; el palacio de los Tribunales de Justicia (1907), la Estación Mapocho (1913); el Instituto de Humanidades (hoy Centro de Extensión de la Universidad Católica) y la Bolsa de Comercio (1917), todos en la capital chilena.

## Últimos días
En 1929, a los 61 años, renunció a la Pontificia Universidad Católica de Chile y se retiró. Posteriormente, Jéquier volvió a Francia, donde falleció 20 años más tarde.

## Principales obras
- Edificio del Ministerio de Obras Públicas (1904) (edificio demolido en 1943), Santiago[2]
- Edificio Museo Nacional de Bellas Artes (1910), Santiago

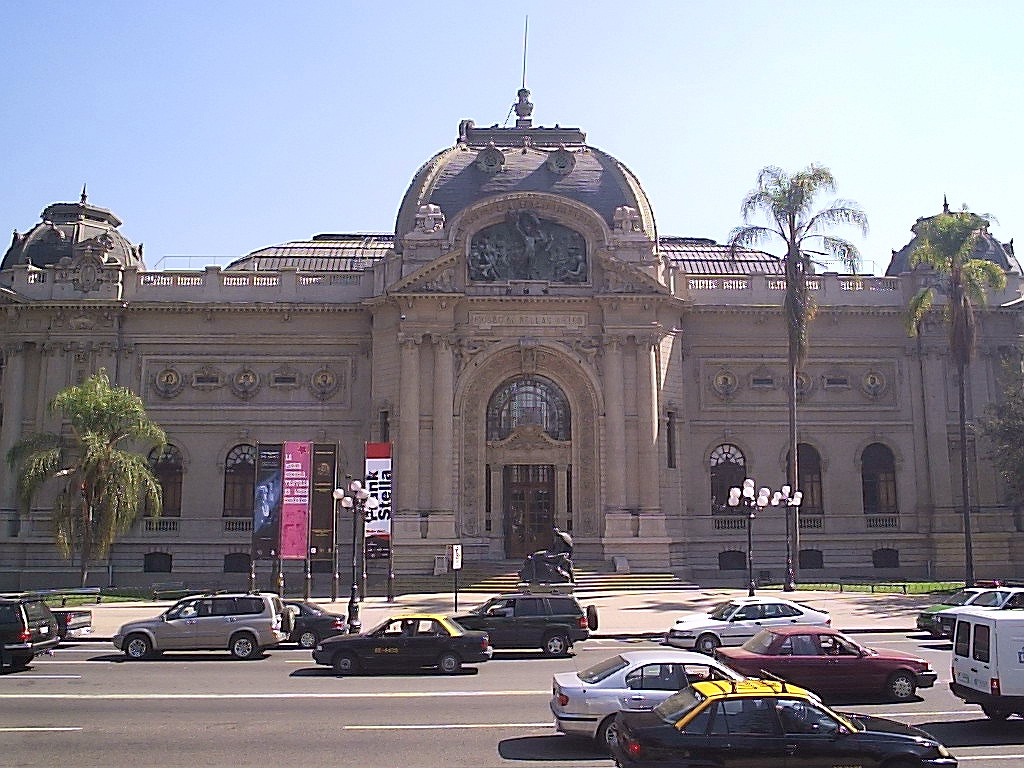
Museo de Bellas Artes, Santiago de Chile

- Pedestal del León Suizo (1910), Santiago.
- Casona Puyó (1910), ubicada en calle Monjitas, Santiago.
- Edificio Estación Mapocho (1913), Santiago

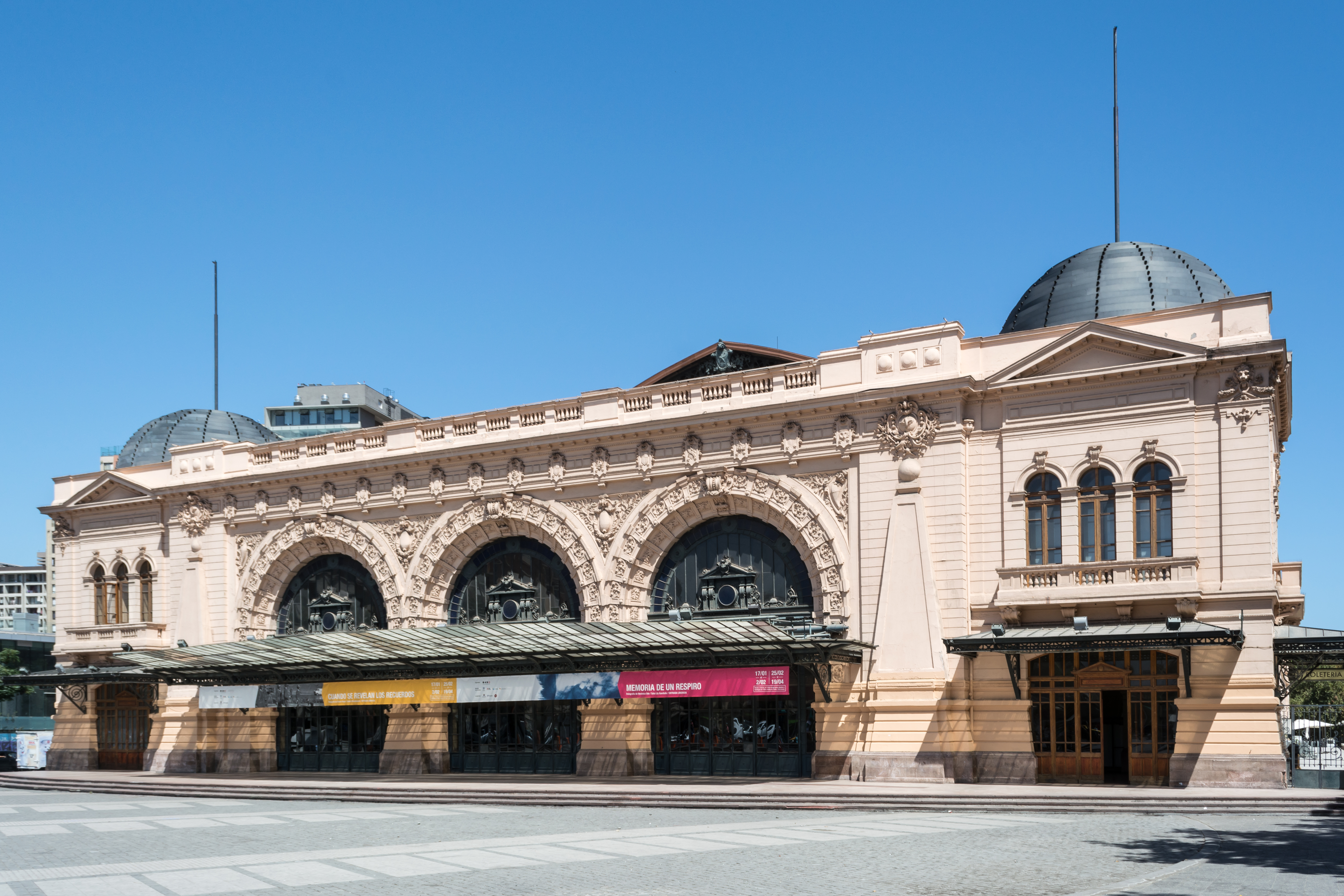
Estación Mapocho, Santiago de Chile

- Edificio La Bolsa (1917), Santiago

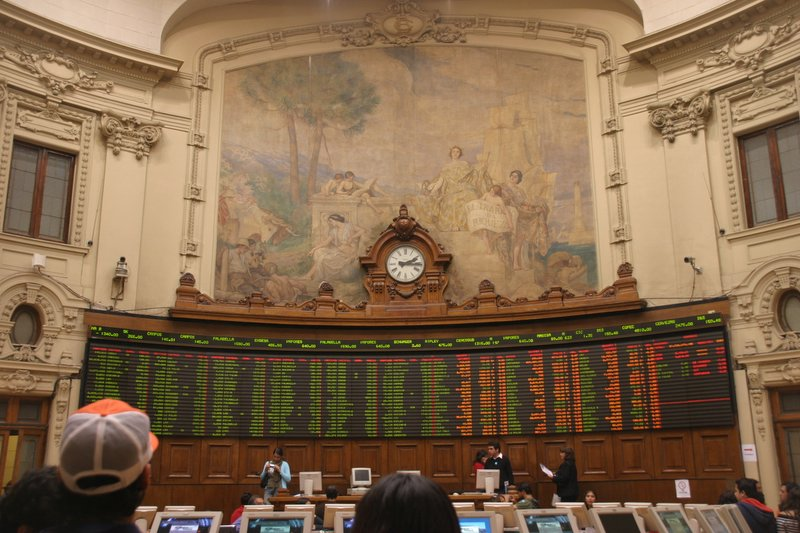
Bolsa de Comercio de Santiago de Chile

- Palacio Universitario (Casa Central) de la Universidad Católica (1917), Santiago[3]
- Iglesia de Nuestra Señora de los Dolores, Viña del Mar
- Estación Providencia (edificio demolido en los años 1940), Santiago